# Morphine (film)
Pour plus de détails, voir Fiche technique et Distribution.
Morphine (Морфий, Morfiy) est un film russe réalisé par Alekseï Balabanov sorti en 2008.
Le film est basé sur le recueil de nouvelles semi-autobiographique de Mikhail Bulgakov Carnets d'un jeune médecin et sa nouvelle Morphine.

## Synopsis
Durant l'année 1917, un jeune docteur russe appelé Mikhail Polyakov arrive dans un petit hôpital de campagne. Tout juste diplômé et avec très peu d'expérience, il est le seul docteur de la région.
Il déclenche une allergie à la suite d'un vaccin contre la diphtérie et demande à une des infirmières Anna de lui injecter de la morphine pour contrer les effets négatifs. Il en tombe rapidement dépendant...

## Fiche technique
- Titre : Morphine
- Titre original : Морфий (Morfiy)
- Réalisation : Alekseï Balabanov
- Scénario : Sergueï Bodrov d'après la nouvelle de Mikhaïl Boulgakov
- Direction artistique : Anastasia Karimoulina, Pavel Parkhomenko
- Photographie : Aleksandr Simonov
- Son : Mikhaïl Nikolaev
- Montage : Tatyana Kouzmitchiova
- Producteur exécutif : Sergueï Selianov (ru)
- Production : STV
- Format : Couleur - 1.85 : 1 - Mono
- Genre : drame
- Pays : Russie
- Langue : russe
- Durée : 107 minutes
- Budget : 3 600 000 USD
- Sortie : 2008

## Distribution
- Leonid Bitchevine (ru) : Dr Mikhail Polyakov
- Ingeborga Dapkūnaitė : Anna
- Andreï Panine : Anatoli Demianenko, l'infirmier
- Sergueï Garmach : Vassili Soborevski
- Svetlana Pismitchenko (ru) : Pelagueïa Ivanovna
- Irina Rakchina (ru) : Aksinia
- Alekseï Polounian (ru) : malade à l'hôpital

## Article annexe
- Psychotrope au cinéma et à la télévision